# Macon (stolica tytularna)
Macon (łac. Diocesis Macontanus) – stolica historycznej diecezji w Cesarstwie Rzymskim w prowincji Bizacena,  współcześnie w Tunezji. Od 1989 katolickie biskupstwo tytularne. 

## Biskupi tytularni
| Lp. | Biskup           | Funkcja                                 | Od                | Do            |
| --- | ---------------- | --------------------------------------- | ----------------- | ------------- |
| 1   | Tarcisius Ziyaye | biskup pomocniczy Dedza (Malawi)        | 26 listopada 1991 | 4 maja 1993   |
| 2   | Dennis O’Neil    | biskup pomocniczy San Bernardino (USA)  | 17 stycznia 2001  | 17 marca 2003 |
| 3   | Paul Hinder      | wikariusz apostolski Arabii Południowej | 12 grudnia 2003   |               |